# Fos-sur-Mer
Fos-sur-Mer is een gemeente in het Franse departement Bouches-du-Rhône (regio Provence-Alpes-Côte d'Azur). De plaats maakt deel uit van het arrondissement Istres en is een van gemeenten van de nieuwe stad Ouest Provence. Fos-sur-Mer telde op 1 januari 2022 15.694 inwoners.
De haven Marseille Fos, een haven- en industriegebied van 12.000 ha aangelegd in de jaren 1960, ligt voor het grootste deel in de gemeente.

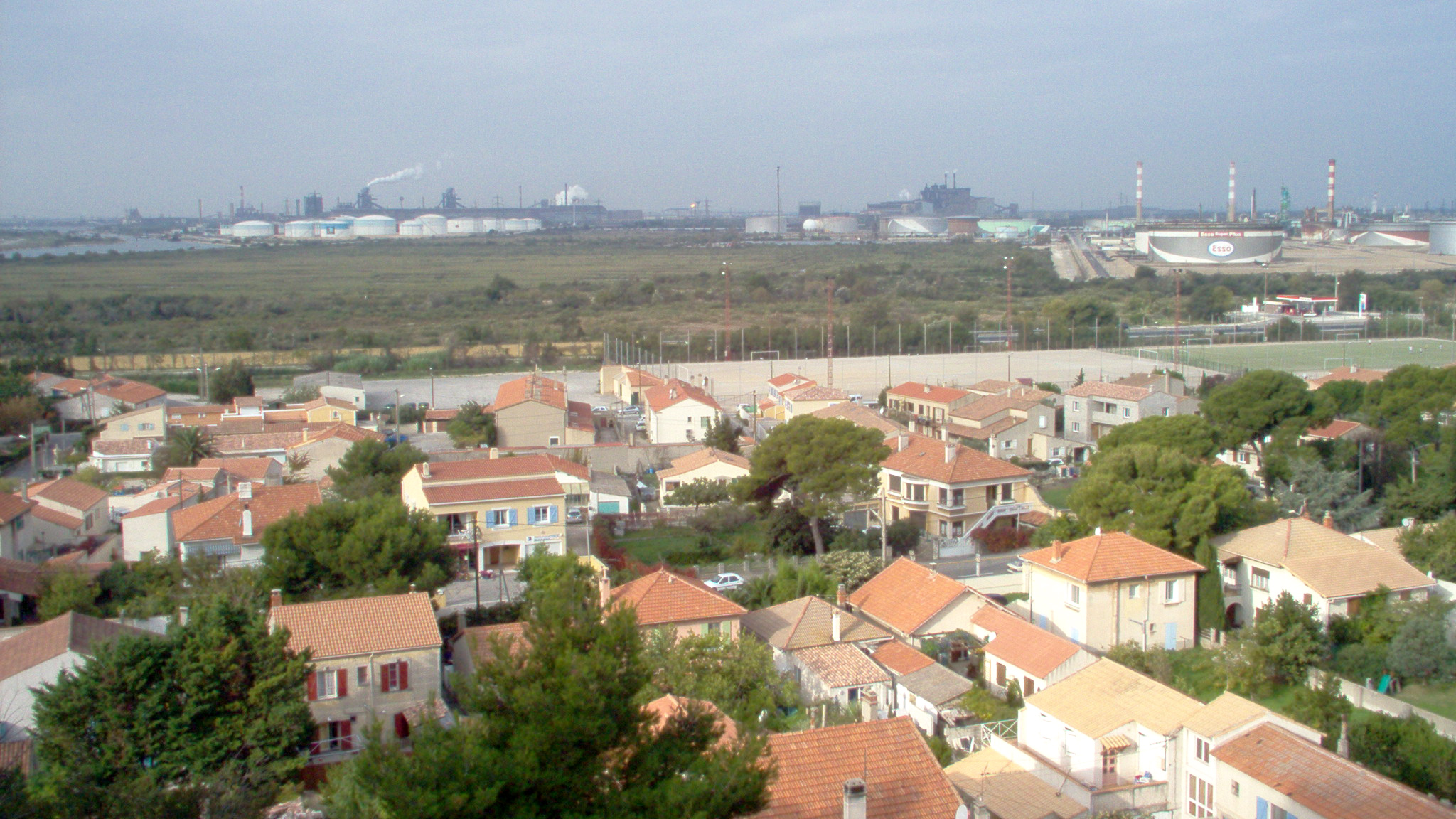
Fos-sur-Mer

## Geografie
De oppervlakte van Fos-sur-Mer bedroeg op 1 januari 2022 92,31 vierkante kilometer; de bevolkingsdichtheid was toen 170 inwoners per km².
De gemeente ligt in het uiterste zuiden van de vlakte van de Crau aan de Middellandse Zee. De gemeente ligt aan de Golf van Fos, een baai tussen de delta van de Rhône en het Meer van Berre. In de gemeente liggen drie grote meren: Étang de Lavalduc, Étang de l’Engrenier en Étang de l'Estomac. Het Canal d'Arles à Bouc (onderdeel van het Canal de Marseille au Rhône) loopt door de gemeente.
De onderstaande kaart toont de ligging van Fos-sur-Mer met de belangrijkste infrastructuur en aangrenzende gemeenten.

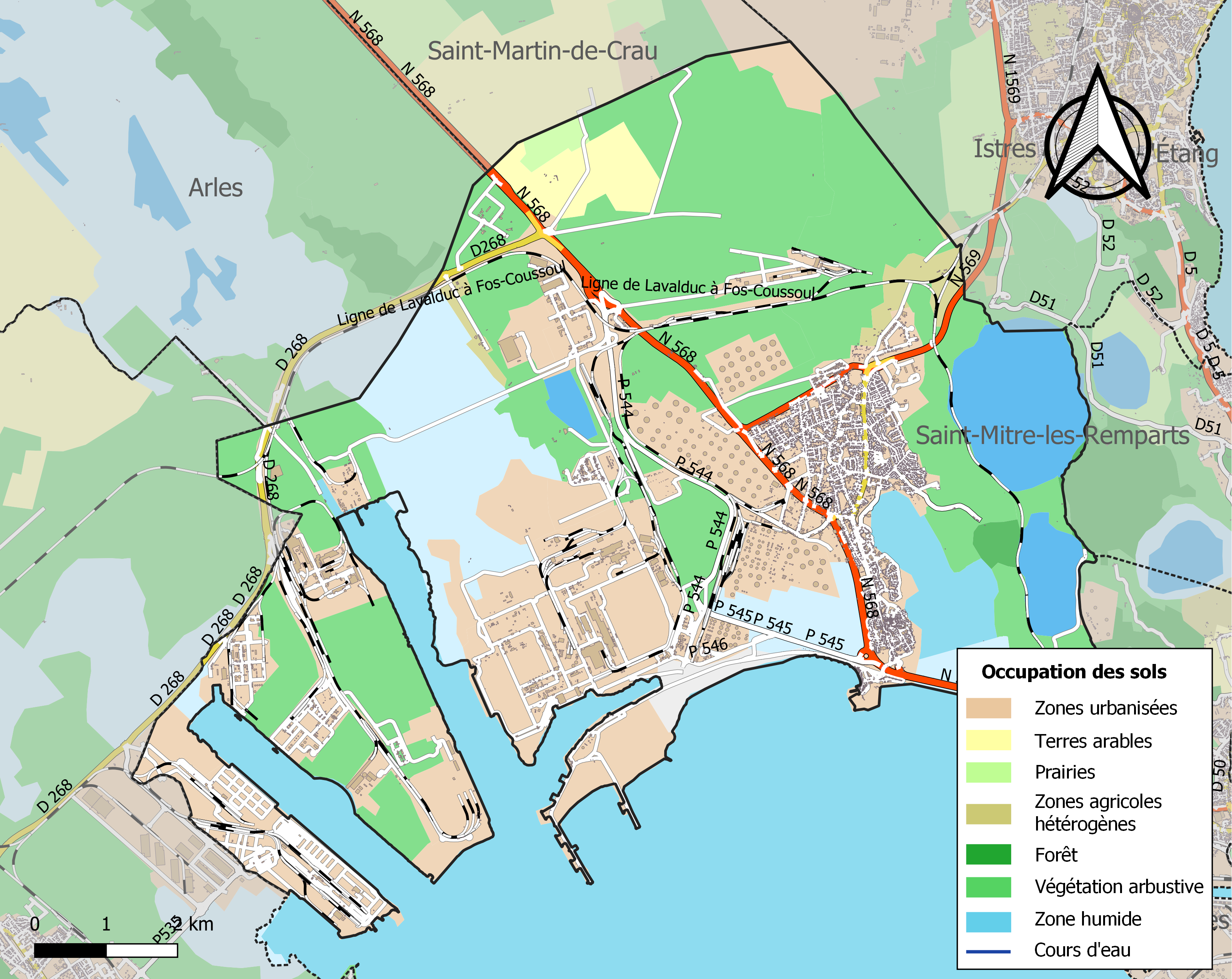

## Demografie
Onderstaande figuur toont het verloop van het inwonertal (bron: INSEE-tellingen).
Vanwege een beveiligingsprobleem met de MediaWiki Graph-software is het momenteel niet mogelijk deze grafiek weer te geven. Zodra de software is bijgewerkt zal de grafiek vanzelf weer zichtbaar worden.

## Geschiedenis
De Romeinen groeven een kanaal tussen Arles en de Middellandse Zee dat uitkwam op het grondgebied van de huidige gemeente. Hier passeerden schepen uit het hele Romeinse Rijk. In de 10e eeuw werd een kasteel gebouwd op een rotsheuvel waarrond Fos met de kerk Saint-Sauveur zich ontwikkelde. Tussen de 13e en de 18e eeuw was het kasteel in handen van de familie Porcelet. Hun wapenschild met een varken ("porc") werd overgenomen door de gemeente.
Tot de jaren 1960 was de economie gericht op de landbouw en de visserij. Toen werd van overheidswege een groot haven- en industriecomplex ingeplant in de gemeente.

## Toerisme
De gemeente telt drie stranden en een jachthaven. Verder zijn er de natuurgebieden van Les Salins, zoutmeren met flamingo's, en Coussouls de Crau, een steppegebied in het noorden van de gemeente.